# San Giuseppe a Via Nomentana
San Giuseppe a Via Nomentana är en kyrkobyggnad i Rom, helgad åt den helige Josef. Kyrkan är belägen vid Via Nomentana i quartiere Nomentano och tillhör församlingen San Giuseppe a Via Nomentana.
Kyrkan förestås av Lateranens reguljärkaniker.

## Historia
På platsen för dagens kyrka stod tidigare kyrkan Santissima Natività di Maria sulla Via Nomentana, det vill säga en kyrka helgad åt Jungfru Marie födelse.
Den nuvarande kyrkan uppfördes åren 1904–1905 i nyromansk stil efter ritningar av arkitekten Clemente Busiri Vici. Första stenen lades den 23 mars 1904 och kyrkan konsekrerades den 20 oktober 1905 av kardinal Pietro Respighi.
Fasaden har en portik med tre rundbågar. Därovan sitter ett runt fönster. Fasaden kröns av en huvudgesims med rundbågar på kolonnetter, vilka vilar på kragstenar.
Den treskeppiga interiören avdelas av kolonner i granit. Den spektakulära absiddekorationen är utförd av Eugenio Cisterna. I absidens halvkupol står den helige Josef i mitten som Ecclesiae protector med en stav med liljor. Han flankeras av de heliga Agnes, Alexander, Nikomedes och Emerentiana.
Den 24 april 1930 vigdes Galeazzo Ciano och Edda Mussolini i denna kyrka.